# Miriam Battista
Miriam Battista (New York, 14 luglio 1912 – New York, 22 dicembre 1980) è stata un'attrice statunitense.

## Filmografia parziale
- L'occidente (Eye for Eye), regia di Albert Capellani e Alla Nazimova (1918)
- Humoresque, regia di Frank Borzage (1920)
- At the Stage Door, regia di Christy Cabanne (1921)
- The Good Provider, regia di Frank Borzage (1922)
- The Blonde Vampire, regia di Wray Physioc (1922)
- Boomerang Bill, regia di Tom Terriss (1922)
- The Curse of Drink, regia di Harry O. Hoyt (1922)
- The Man Who Played God, regia di F. Harmon Weight (1922)
- Smilin' Through, regia di Sidney Franklin (1922)
- The Custard Cup, regia di Herbert Brenon (1923)
- The Steadfast Heart, regia di Sheridan Hall (1923)
- Santa Lucia Luntana, regia di Harold Godsoe (1931)
- Enlighten Thy Daughter, regia di John Varley (1934)